# Kalle Anttila
Kaarlo „Kalle“ Johan Jalmari Anttila (* 30. August 1887 in Muhos; † 1. Januar 1975 in Helsinki) war ein finnischer Ringer. Er war zweifacher Olympiasieger.

## Leben
Er rang zunächst für den Spitzenverein Helsingin Jyry, der dem Finnischen Arbeitersportverband (TUL) angehörte. Ab 1917 startete er bis 1929 für den Verein Helsingin Kisa-Veikot (kurz HKV). Später war er noch für die Helsingin Paini-Miehet und für Oulun Sauva aktiv.
Bei den Olympischen Sommerspielen 1920 in Antwerpen gewann er die Goldmedaille. In den nächsten zwei Jahren wurde er zudem Weltmeister im Leichtgewicht. Anttila war in beiden Stilarten sehr gut und gewann seine Olympiamedaille im Freistil. 1924 wurde er Olympiasieger im griechisch-römischen Stil vor seinem Landsmann Aleksanteri Toivola und dem Schweden Erik Malmberg. Nach seiner sportlichen Karriere war er Geschäftsmann mit eigener Firma (Kalle Anttila Oy).

## Erfolge
- 1920, Gold, OS in Antwerpen, FS, Lg, vor Gottfrid Svensson, Schweden und Peter Wright, Großbritannien
- 1921, 1. Platz, WM in Helsinki, GR, Lg, vor Aleksanteri Toivola, Finnland, Erik Malmberg, Schweden und Eduard Pütsep, Estland
- 1922, 1. Platz, WM in Stockholm, GR, Lg, vor Martin Egeberg, Norwegen und Otto Boesen, Dänemark
- 1924, Gold, OS in Paris, GR, Fg, vor Aleksanteri Toivola und Erik Malmberg

## Finnische Meisterschaften
- 1915, 2. Platz, GR, Fg, hinter Oskar Friman
- 1916, 2. Platz, GR, Fg, hinter Oskar Friman
- 1917, 3. Platz, GR, Fg, hinter Oskar Friman und A. Pirskanen
- 1918, 1. Platz, GR, Fg, vor August Pekkanen und Kaarlo Mäkinen
- 1919, 1. Platz, GR, Fg, vor August Pekkanen und Kaarlo Mäkinen
- 1920, 1. Platz, GR, Mg, vor Masa Perttilä und Herman Nykänen
- 1924, 1. Platz, FS, Lg, vor Herman Nykänen und Jussi Viitala
- 1927, 3. Platz, GR, Lg, hinter Edvard Vesterlund und P. Kilpiö
- 1928, 2. Platz, GR, Lg, hinter Oskar Friman
- 1929, 1. Platz, GR, Lg, vor Hermanni Pihlajamäki